# Christian Ludwig Ziegler
Christian Ludwig Ziegler (* 6. Oktober 1748 in Blender (Landkreis Verden); † 18. Juni 1818) war ein Baumeister.

## Leben
Der Sohn des Pastors Johann Heinrich Ziegler und der Eleonore Sophie, geb. Brockhusen, machte zunächst eine handwerkliche Ausbildung, und studierte, nachdem ihm 1769 ein Stipendium bewilligt wurde, bis Ostern 1773 in Göttingen die mathematischen und architektonischen Wissenschaften. Er unternahm mehrere Studienreisen ins Ausland. 
1773 wurde er Landbauconducteur, 1778 Landbauverwalter für das Fürstentum Lüneburg, das Herzogtum Lauenburg und die Grafschaft Dannenberg und stieg bis 1816 zum Oberlandbaurat auf. 1802–1818 war er zusätzlich Hofbaumeister in Celle.
Sein Nachfolger wurde Carl Friedrich Wilhelm Mithoff (1766–1852). 

## Werke
Ein Teil des zeichnerischen Nachlasses von Christian Ludwig Ziegler wurde kürzlich im Stadtarchiv Peine wiederentdeckt.
- 1782–1788 schuf Ziegler einen Neubau für das Kloster Medingen, das als einziges Gebäude seiner größeren Entwürfe verwirklicht wurde.[3]
- Amtsgebäude Lange Straße 4 in Rethem (Aller)